# رابین هود (مجموعه تلویزیونی ۱۹۹۰)
کماندار نوجوان یا ماجراجویی رابین هود (به ژاپنی: ロビンフッドの大冒険 Robin Hood no Daiboken) نام یک مجموعه تلویزیونی انیمه ژاپنی است. این کارتون توسط استودیو تاتسونوکو پروداکشن در سال ۱۹۹۰ و در ۵۲ قسمت به کارگردانی کوئیچی ماشیمو ساخته شد.

## داستان
کماندار نوجوان، داستان یک اشراف‌زاده انگلیسی است که کاخ او توسط آلوین (Alwyn)،‌ بارون ناتینگهام سوزانده می شده و او و باقی اعضای نوجوان بازمانده خانواده از جمله ویل،‌وینفرد و جنی از بیم تعقیب به جنگل شروود می گریزند،‌و در آنجا با دار و دسته دزدانی به رهبری جان کوچولو آشنا می شوند. آنها با هم می کوشند آلوین را متوقف کرده و مانع از ازدواج (در نسخه ژاپنی) بیشاپ هارتفورد‌ (Bishop Hartford) حریص با ماریان لنکستر (Marian Lancaster) و تصاحب ثروت خانوادگی وی توسط بیشاپ شوند.